# Porte des Morts

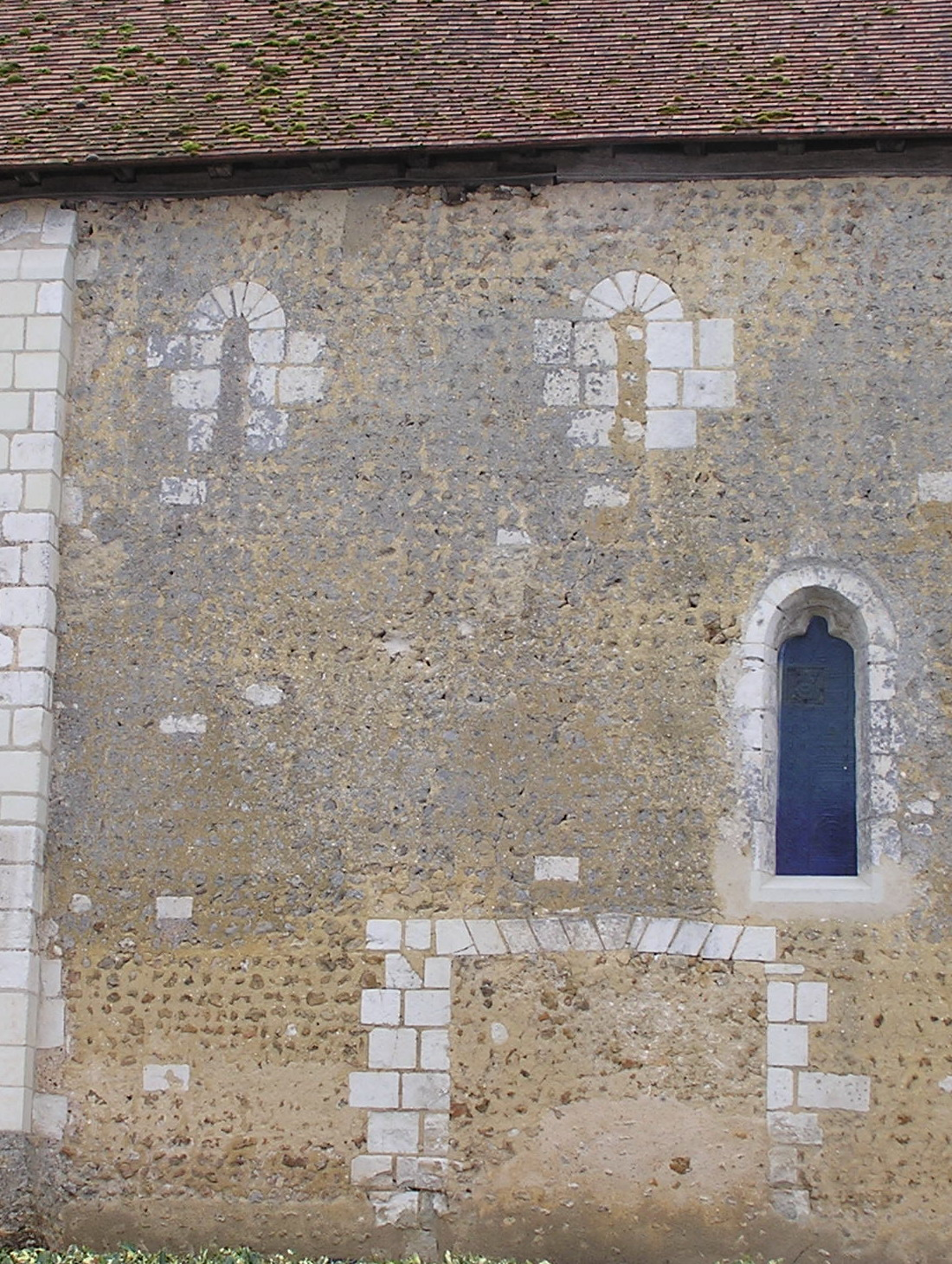
La Chapelle-Huon, l'ancienne porte des morts est encore visible.

La Porte des Morts est une porte par laquelle les morts étaient sortis d'un lieu.

## Églisechrétienne
Cette porte, généralement située au nord, sert pour le passage des défunts vers le cimetière à l'issue de la cérémonie funèbre. Elle peut également être située au sud et au chevet
Elle n'a que cette utilité et n'est ouverte qu'à ces occasions. Elle est étroite en effet, les morts étaient, à cette période, entourés d'un linceul.

## Amphithéâtre/Arène
Tout comme les amphithéâtres, toutes les arènes avaient leur porte des morts, appelée Porta Libitinensis, elle servait à évacuer les cadavres des hommes et des bêtes tués dans des combats.

## Galerie

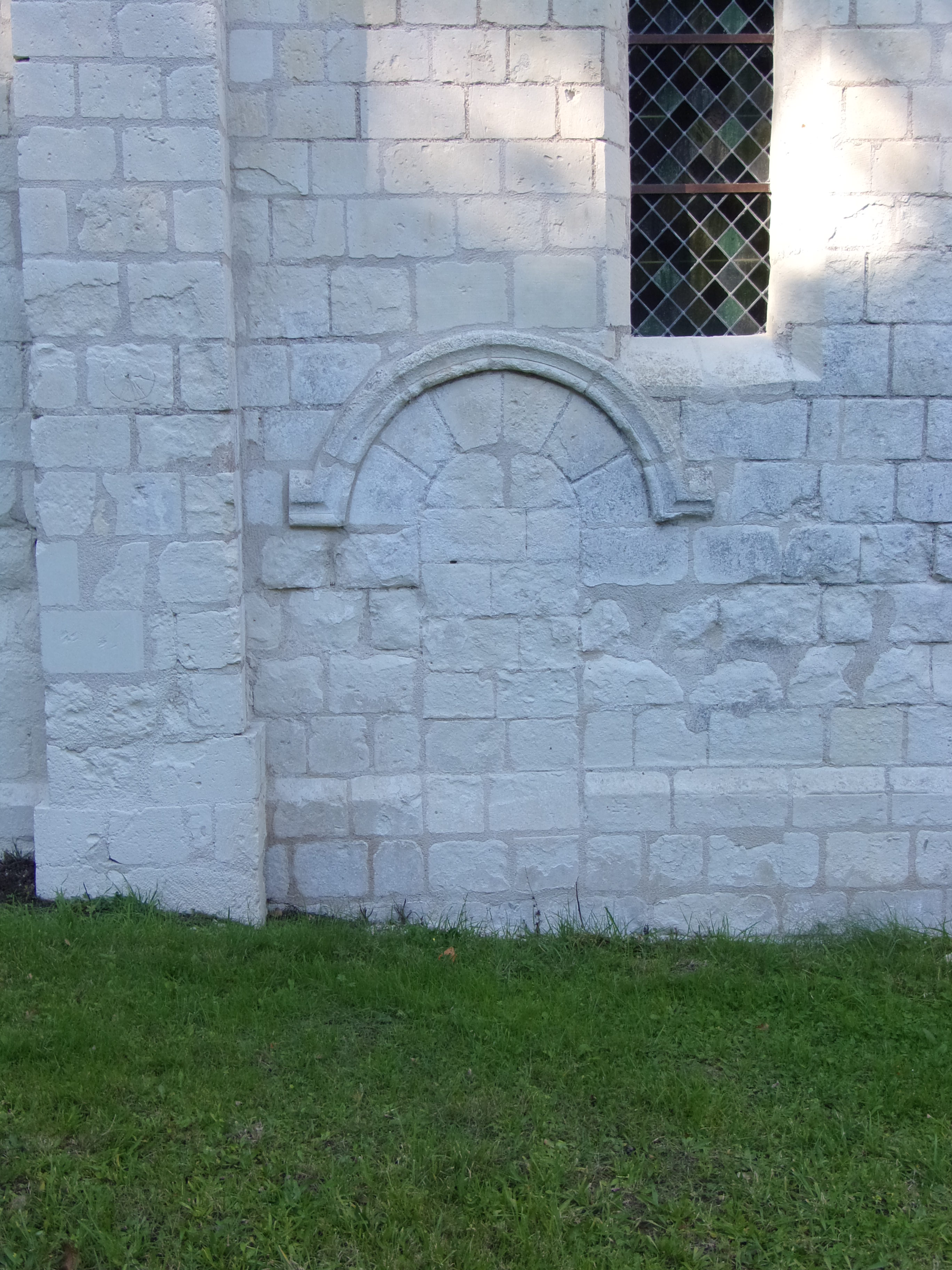
Église Notre-Dame de Rigny
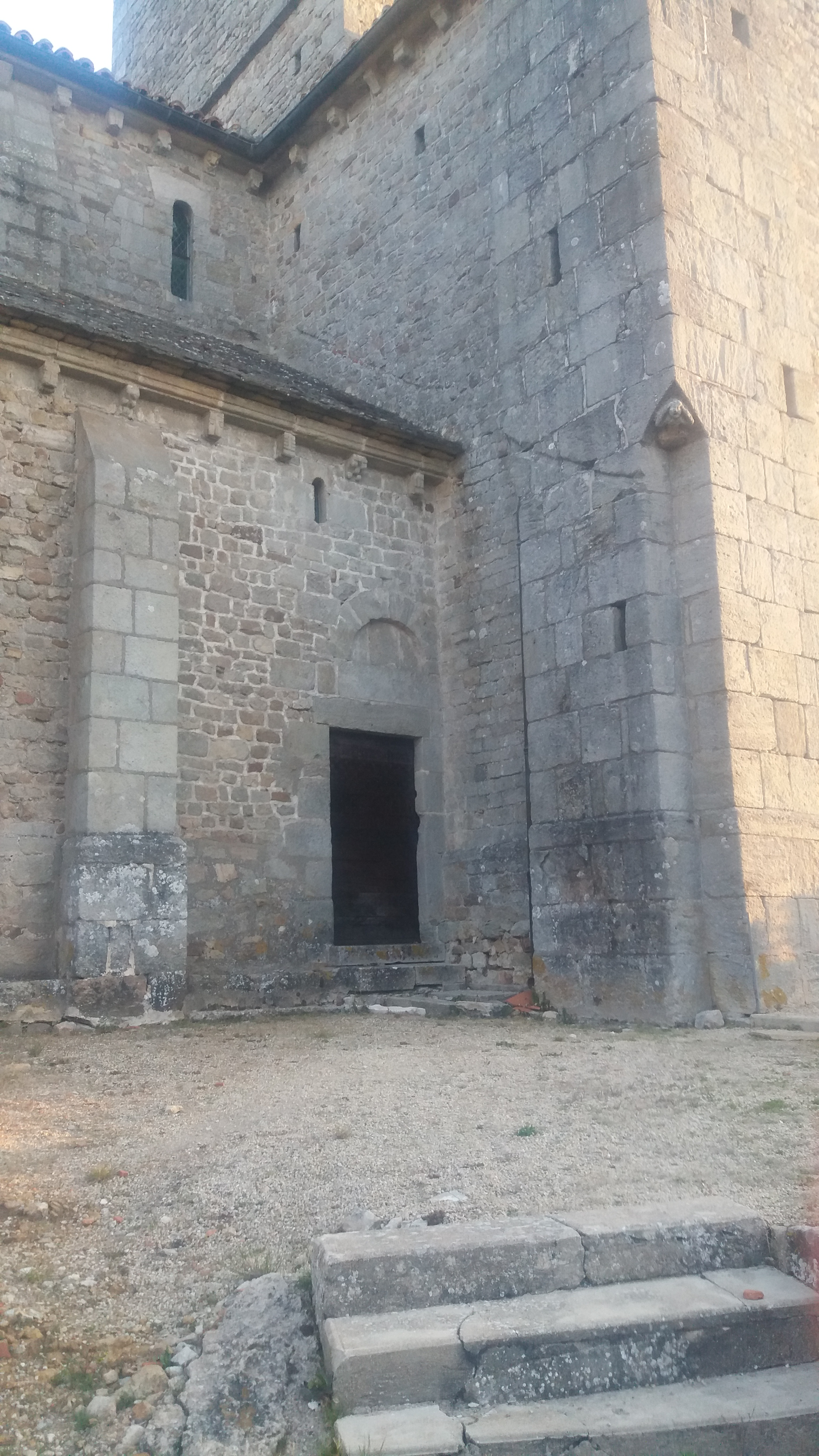
Église de Gourdon, porte nord élargie
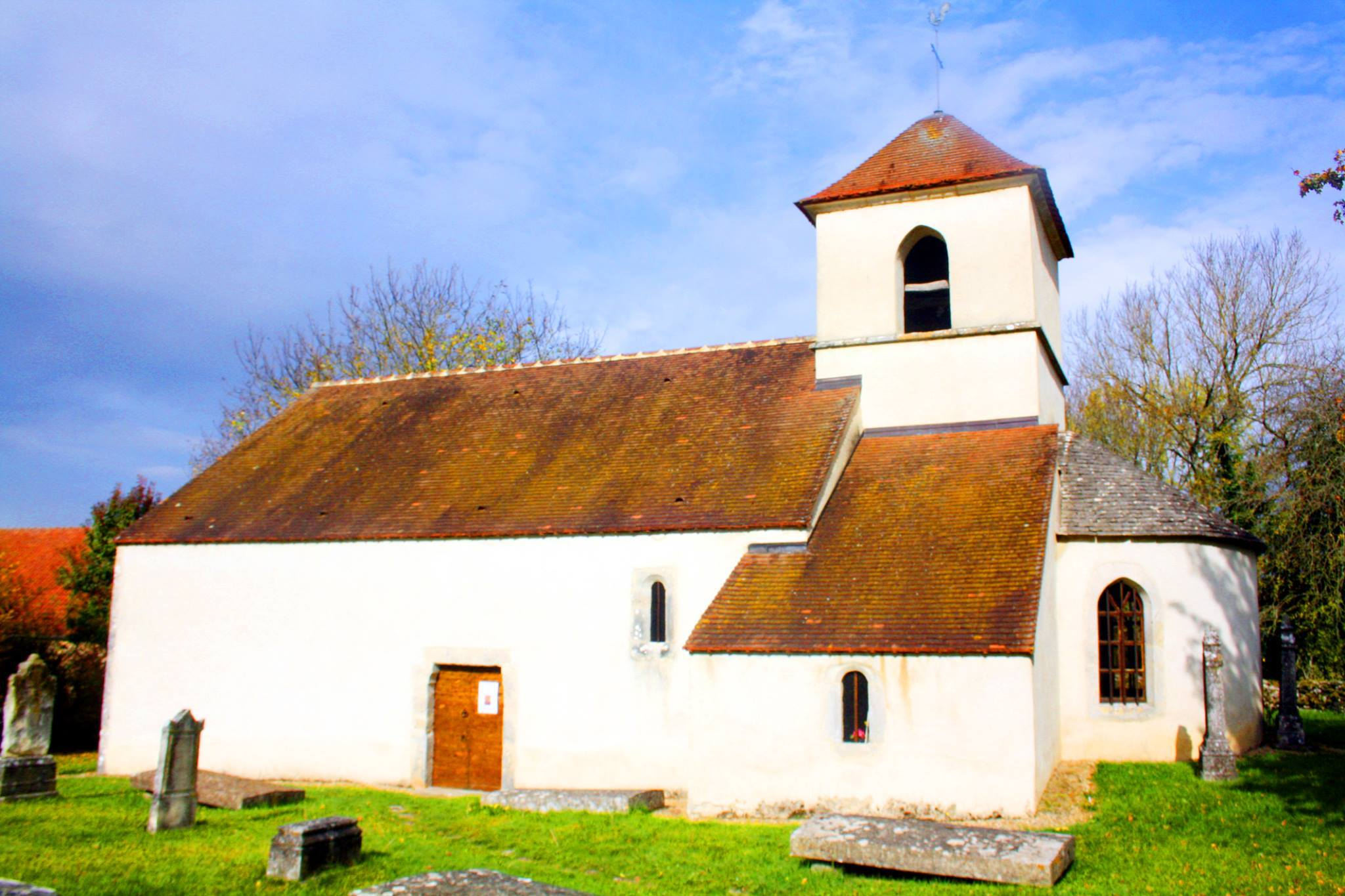
Église templière Bessey en Chaumes porte sud et lieu de sépulture
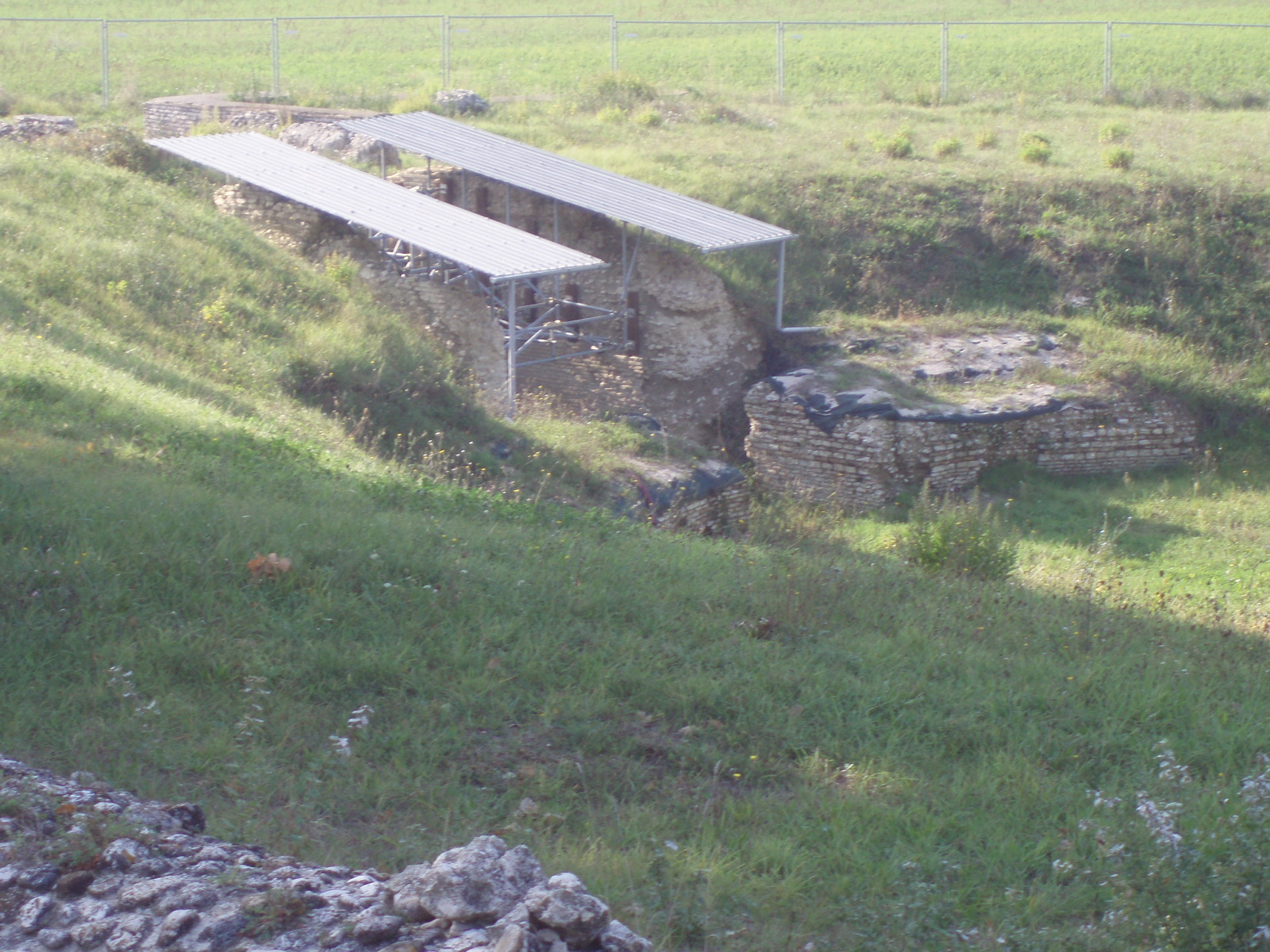
Amphithéâtre de Castelleone di Suasa